# Диссекция

Мондино де Луцци, Anathomia, 1541 год

Диссекция (лат. dissectio, от dissecare, рассекать) — трупосечение, вскрытие, анатомическое исследование трупов животных.
В современном использовании употребляется хирургами как обобщенный синоним действия по рассечению биологических тканей инструментом с тупыми частями.
В ряде случаев термин относится к расслоению органов и тканей, возникающих вследствие заболеваний или патологических процессов. Например, диссекция аорты (расслоение аорты).
Термин применяется в эндоскопии. Обозначает раздвижение слоев ткани. Происходит путём введения кончика инструмента (щипцы) между слоями ткани. При раскрытии инструмента бранши приходят в движение и слои ткани раздвигаются.